# Ulvshale
Ulvshale ist eine Halbinsel im Norden der dänischen Insel Møn. Die Landschaft besteht aus Wiesen, Heide, Stränden, Urwald und Moorgebieten.
Die Halbinsel, wie auch die benachbarte Insel Nyord, bildeten sich aus Abbruch von Møns Klint. Durch die Meeresströmung wurden Feuersteine in parallelen Schichten abgelagert. Sehr feiner Sand sedimentiert weiterhin und macht 'Ulvshale Strand' zu einem der beliebtesten Badeorte Møns.
Viele der Feuersteine wurden durch die Wellenbewegungen kugelrund abgeschliffen, sogenannter „Kugelfeuerstein“ entstand. Er war ein wichtiger industrieller Rohstoff, der bis ins frühe 20. Jahrhundert abgebaut wurde und zum Feinmahlen von Kreide und Kalk benutzt wurde. Im nordwestlichen Teil liegt 'Ulvshale Skov'. Ein Wald der sich selbst überlassen bleibt, lediglich einige wenige Wanderwege werden offen gehalten.
Günter Grass verbrachte ab 1976 seine Sommer in Ulvshale. Ab 1991 hatte er sein Refugium von der Wald- und Naturbehörde ganzjährig gemietet. Hier entstanden Teile des Romans “Der Butt”. Das sogenannte Vogterhus gehört heute zu den Sehenswürdigkeiten des Ortes.
Koordinaten: 55° 3′ N, 12° 15′ O